# Megalosaurus
Megalosaurus ist eine Gattung großwüchsiger Dinosaurier aus der Großgruppe Theropoda. Sie lebte vor ca. 168 bis 166 Mio. Jahren im mittleren Jura von Westeuropa. Als die erste jemals wissenschaftlich benannte Dinosauriergattung hat sie besondere wissenschaftshistorische Bedeutung. Die Gattung umfasst nur eine allgemein anerkannte nominelle Art, die Typusart Megalosaurus bucklandii.

## Etymologie
Der Gattungsname ist ein latinisiertes altgriechisches Kompositum aus der verstärkenden Vorsilbe μέγαλο- mégalo- ‚groß-, hoch-, großartig, sehr‘ und σαῦρος sauros ‚Eidechse‘. Er taucht als erstes in den 1822 erschienenen Outlines of Oryctology des britischen Arztes James Parkinson auf. Als Autor des Namens bzw. als wissenschaftlicher Erstbeschreiber der Gattung wird jedoch zumeist der britische Geologie- und Paläontologie-Pionier William Buckland (1824) angeführt. Diesen ehrt zudem das Epitheton der Typusart. Als Autor des Binomens Megalosaurus bucklandii gilt der britische Arzt Gideon Mantell (1827), dessen Name, wie der von Buckland, eng mit den Anfängen der Dinosaurierforschung verbunden ist (siehe auch → Iguanodon).

## Material und Fundstellen
| Megalosaurus (England)                           |
| Fundregion von M. bucklandii (nach Benson, 2010) |

Das von der Typusart bekannte Material stammt zwar von mehreren Individuen und aus verschiedenen Lokalitäten, beschränkt sich aber auf nur wenige, oft nicht einmal vollständig überlieferte Elemente des Skelettes. Es umfasst (Stand 2010) einige wenige Dermalknochen des Schädels (Maxillare, Jugale, Dentale und Fragmente einiger hinterer Unterkieferknochen), mehrere isolierte Zähne, einige wenige Wirbel, einige Rippen, die Elemente des Schultergürtels, mehrere Oberarmknochen (Humeri), nur einen einzigen Unterarmknochen (eine Ulna), ein einzelnes Finger-Endglied, mehrere Kreuzbeine und mehrfach sämtliche Beckenknochen, mehrere Oberschenkelknochen (Femora), mehrere Unterschenkelknochen (allerdings nur „Schienbeine“, Tibiae) sowie mehrere Mittelfußknochen (Metatarsalia).
Sämtliches Material stammt aus Ablagerungen der mitteljurassischen Great Oolite Group der Cotswolds im südlichen England. Stratum typicum bzw. Locus typicus für M. bucklandii ist die als „Stonesfield Slate“ bezeichnete Fazies der Taynton Limestone Formation (Bathonium) von Stonesfield in West Oxfordshire. Das übrige Material stammt aus der Sharp’s Hill Formation von Chipping Norton, West Oxfordshire, und aus nicht näher spezifizierten Schichten der Great Oolite Group von Sarsgrove bei Chipping Norton sowie aus den Steinbrüchen New Park Quarry in Longborough und Oakham Quarry bei Little Compton (beide in der Chipping Norton Limestone Formation) im Osten von Gloucestershire. Alle Ablagerungen der Great Oolite Group sind in flachmarinem Milieu abgesetzt worden, das heißt, die Megalosaurus-Reste sind nicht dort ins Sediment eingebettet worden, wo die Tiere gelebt haben, sondern sind durch Flüsse aus einem der umliegenden Landgebiete ins Meer gespült und dort eingebettet worden. Dieser Transport erklärt auch die Häufung bestimmter Skelettelemente (Beckenknochen, Langknochen) im bekannten Material und das weitgehende bis völlige Fehlen anderer Elemente (viele Schädelknochen, Wirbel, Rippen, Handknochen, Zehenglieder).

## Merkmale

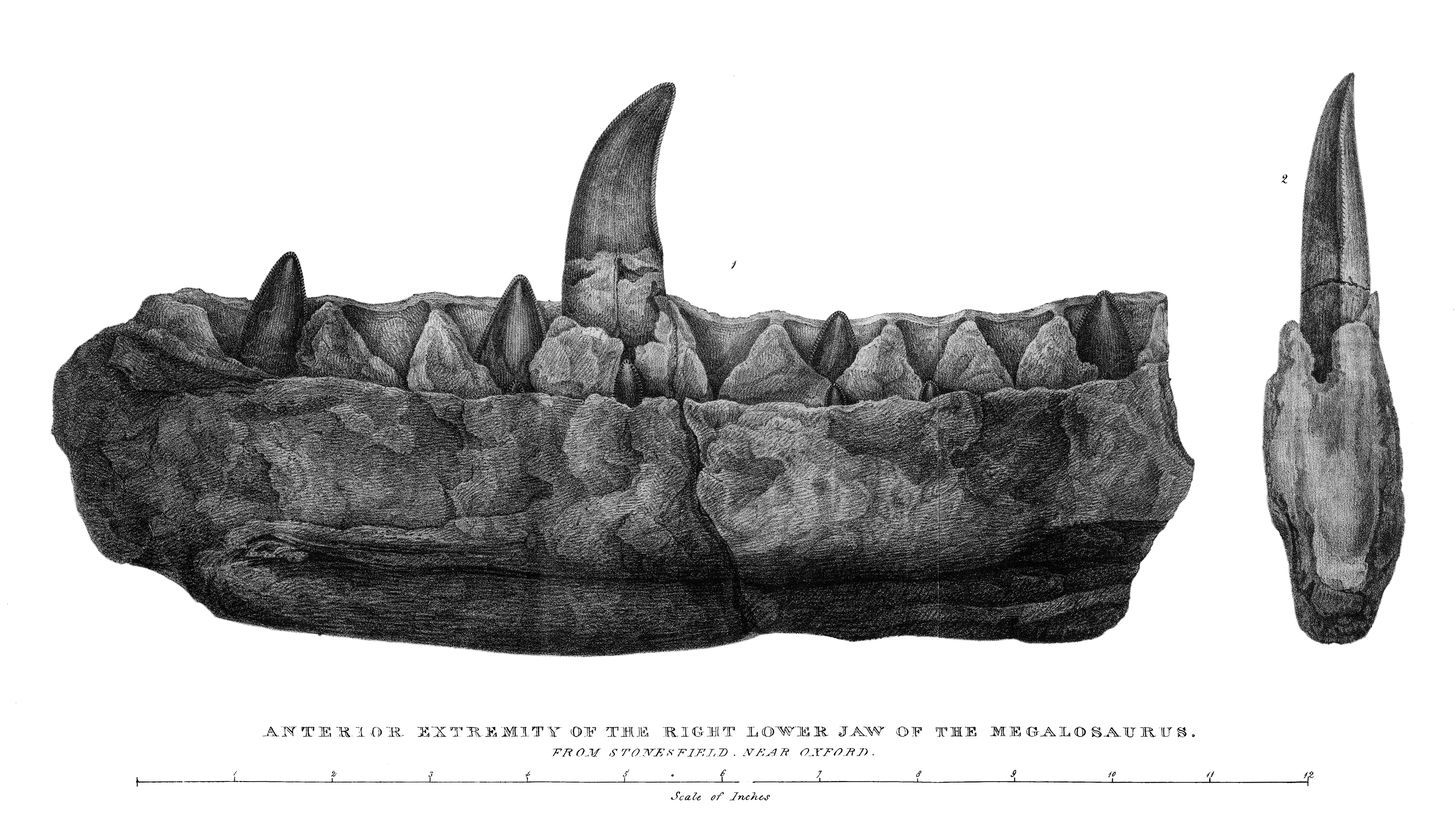
Der Lectotyp von Megalosaurus bucklandii, ein rechtes Dentale, in innenseitiger (medialer) Ansicht (links) und im „Querschnitt“ (ganz rechts), lässt auch in dieser historischen Abbildung aus der Erstbeschreibung Bucklands (1824) die hohen und nicht miteinander verschmolzenen Interdentalplatten im oberen sowie das eher kleine vordere Meckel’sche Foramen und den vorderen Rand des relativ großen hinteren Meckel’schen Foramens im unteren Teil des Knochens erkennen.

In der jüngsten Revision der Typusart M. bucklandii (Benson, 2010) wird folgende „einzigartige Kombinationen von Merkmalen des Dentale“ (d. h. des zahntragenden Knochens des Unterkiefers) als diagnostisch benannt (aufgrund ihrer Monotypie auch diagnostisch für die Gattung): 13 bis 14 Zahnpositionen; drittes Zahnfach (dritter Alveolus) nicht vergrößert (im Gegensatz zu allen übrigen Spinosauroiden) *; Dentale in Ansicht von oben (dorsal) gerade verlaufend, mit nicht-vergrößerter Symphysialregion; außenseitige (laterale) Reihe von Durchlässen für Nerven und Blutgefäße (Neurovascularforamina) liegt in einer flachen Rinne; Interdentalplatten hoch und nicht miteinander verschmolzen; zwei Meckel’sche Foramen; flache Meckel’sche Rinne.
Des Weiteren nennt Benson (2010) folgende Autapomorphien der Gattung, die sich nicht am Lectotyp (einem Dentale), sondern an zugeordnetem Material außerhalb der Typus-Serie zeigen: bauchseitige (ventrale) Oberflächen der Sacralwirbel 1 sowie 3 bis 5 gleichmäßig gerundet, ventrale Oberfläche des 2. Sacralwirbels hingegen mit eckigem Längsrücken; schwacher, rückenseitig weisender Sinus („dorsally directed flange“) im mittleren Abschnitt des dorsalen Randes des Schulterblattes; schräg vom Acetabulum nach hinten-oben (posterodorsal) ziehender Knochenwulst auf der lateralen Fläche des Iliums (median iliac ridge) mit mehreren parallelen Längsfurchen, die der Oberfläche des Wulstes ein rippeliges Aussehen verleihen; die Vorsprünge, die jeweils entlang der Innenseite (Medialseite) des Schaftes der beiden Ischia verlaufen (engl. ischial aprons) sind in Kopf-Schwanz-Richtung (cranio-caudal) verdickt (im Gegensatz zu den schmalen „ischial aprons“ von Allosaurus und Torvosaurus) und haben eine annähernd flache innenseitige (mediale) Oberfläche; die ungefähr mittig an der Lateralseite des Schaftes des Iliums befindliche Muskelansatzstelle (engl. distal ischial tubercle) hat eine runzlige Oberfläche; komplementäre „Nut-und-Zapfen“-Strukturen auf den Gelenkflächen zwischen Metatarsale II und III.

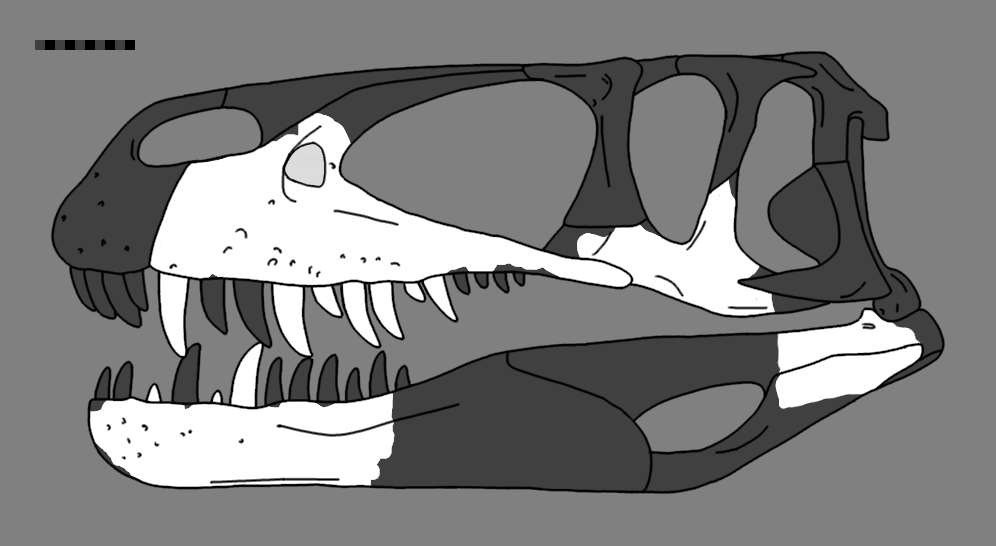
Moderne Schädelrekonstruktion (nach Benson, 2010; unbekanntes Knochenmaterial ist abgedunkelt dargestellt)

Von allen anderen Vertretern der Megalosauridae unterscheidet sich Megalosaurus durch ein pneumatisiertes Jugale, Dornfortsätze der Rumpfwirbel, die ungefähr doppelt so hoch sind wie die Wirbelzentren, und einen nach vorne (craniad) gekippten Deltopectoralfortsatz (große Muskelansatzstelle am Oberarmknochen). Von allen anderen Vertretern der Megalosauroidea (Spinosauroidea) unterscheidet sich Megalosaurus durch das nicht-vergrößerte dritte Zahnfach im Dentale * und dadurch, dass der vordere Ast des Maxillare höher als lang ist.

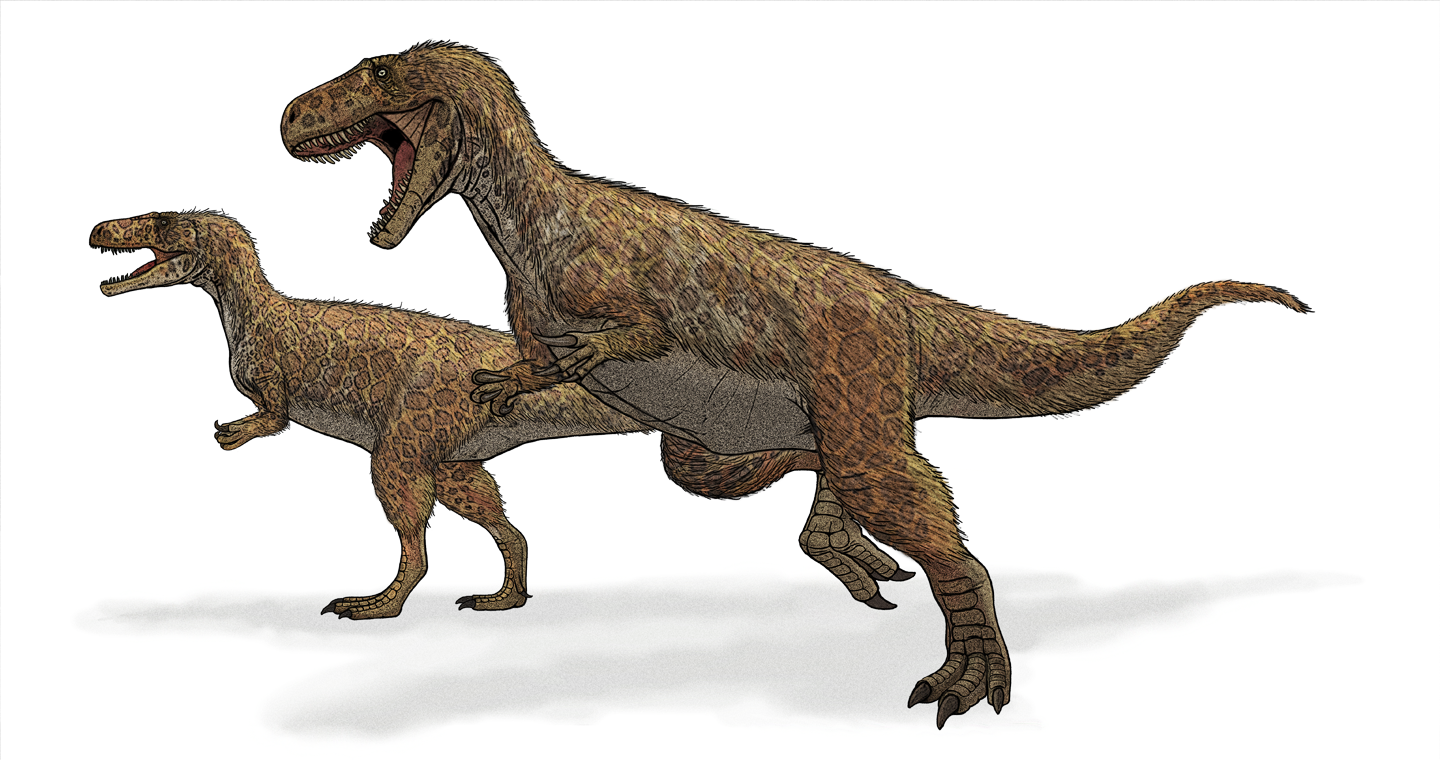
Moderne Lebendrekonstruktion

Obwohl Megalosaurus einer der am längsten bekannten Dinosaurier ist, gehört er aufgrund der relativ spärlichen Überreste, die von ihm überliefert sind, zu den weniger gut bekannten Dinosauriergattungen. Alles was über sein Aussehen und seinen Körperbau gesagt werden kann, muss entweder aus dem vorhandenen Material oder von besser bekannten, relativ eng verwandten Arten abgeleitet werden. So gehörte Megalosaurus, ausgehend von der Größe der überlieferten Knochen, wahrscheinlich zu den größten Theropoden des mittleren Jura: Ausgewachsene Tiere erreichten eine Kopf-Schwanz-Länge von 8 bis 9 Metern und eine Körpermasse von wahrscheinlich mehr als 950 Kilogramm. Die kräftigen, robusten Knochen lassen darauf schließen, dass Megalosaurus einen muskulösen, gedrungenen Körperbau besaß, aber wohl nicht ganz so robust gebaut war, wie Torvosaurus. Das bis zur Symphyse gerade verlaufende Dentale lässt darauf schließen, dass die Schnauze relativ spitz zulief. Ansonsten dürfte er das typische Erscheinungsbild eines Tetanuren (das heißt, eines relativ „primitiven“ Theropoden) gezeigt haben, mit vergleichsweise langen Armen und dreifingerigen, krallenbewehrten Händen.

## Taxonomie und Systematik

### Forschungsgeschichte

#### Vorgeschichte und Erstbeschreibung

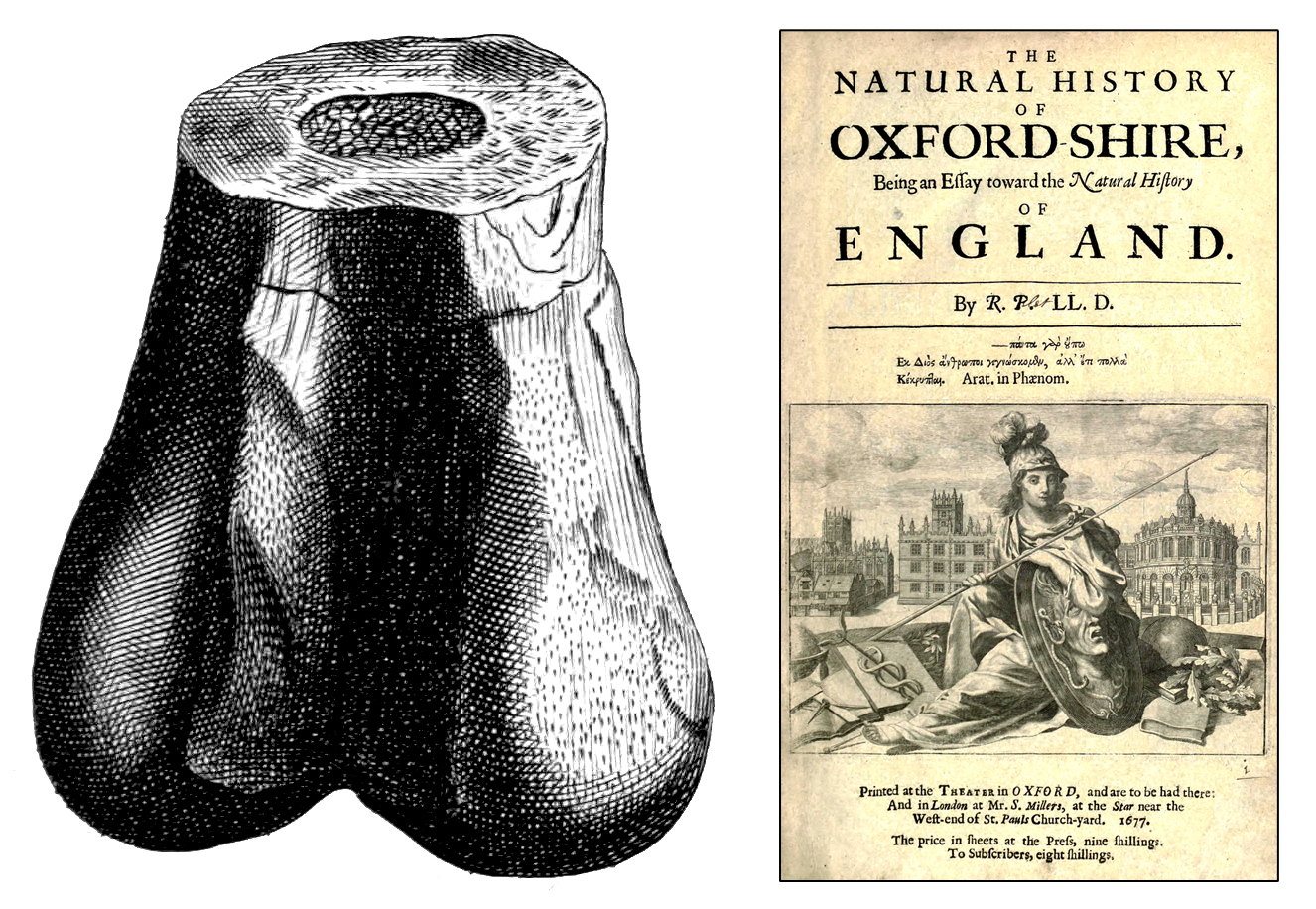
Abbildung der wahrscheinlich historisch ältesten, jedoch verschollenen Überreste von Dinosauriern und möglicherweise auch von Megalosaurus (1677)

Die erste Erwähnung und Abbildung eines mutmaßlich von Megalosaurus stammenden Knochenfragments findet sich in dem 1677 erschienenen Werk Natural History of Oxford-shire des englischen Gelehrten Robert Plot. Es handelte sich um das untere (distale) Ende eines Oberschenkelknochens (Femur) mit den zwei Gelenkköpfen (Condyli femoris) – der Knochenschaft (Diaphyse) fehlte. Das Stück, das laut Plot aus Cornwell (bei Chipping Norton) stammte, ist im Laufe der Jahrhunderte verschollen und seine exakte taxonomische Identität ist daher heute nicht mehr feststellbar. Größe, Aussehen und Herkunft aus einem Steinbruch in Oxfordshire legen jedoch nahe, dass es wahrscheinlich zumindest ein Dinosaurierfemur war. Plot spekulierte seinerzeit, dass es entweder von einem römischen Kriegselefanten stamme, oder aber von einem ca. drei Meter großen Menschen, wobei ihm die letztgenannte Interpretation als die plausiblere erschien. 1763 wurde das Stück vom englischen Arzt und Naturforscher Richard Brookes im 5. Band seines New and accurate system of natural history erneut (im Rahmen einer weitgehend reinen Reproduktion der Darstellungen Plots) abgebildet. Aufgrund der äußeren Ähnlichkeit mit einem menschlichen Hodensack beschriftete er es mit Scrotum humanum, und aus seinen Beschreibungen wird nicht deutlich, ob er sich im Klaren darüber war, dass es sich bei diesem Stück um das Fossil handelte, das Plot als Teil eines Oberschenkelknochens identifiziert und beschrieben hatte. **
Im weiteren Verlauf des 18. Jahrhunderts wurden noch einige mutmaßliche und wahrscheinliche Dinosaurierknochen, über deren heutigen Verbleib nichts bekannt ist, in Stonesfield ausgegraben. Aber auch William Bucklands (1824) und Gideon Mantells (1827) formelle Erstbeschreibungen der Gattung Megalosaurus bzw. der Art M. bucklandii fußten teilweise auf schon länger bekanntem Material. Speziell das erst lange später als Lectotyp festgelegte *** Dentale wurde bereits 1797 entdeckt. Ein Novum an der Beschreibung durch Buckland war, dass er die fossilen Knochen aus Stonesfield als Überreste eines riesigen Reptils interpretierte. Allerdings wurde er dazu durch den französischen Naturforscher Georges Cuvier inspiriert, der sich 1818 mit Buckland getroffen und die Knochen begutachtet hatte. Auch Bucklands (spätere) Frau Mary hatte ihren Anteil, indem sie Zeichnungen anfertigte und den Kontakt zu Cuvier durch Briefverkehr herstellte. Buckland und Mantell sahen in Megalosaurus eine Art riesige Eidechse und verglichen ihn mit Waranen und Krokodilen. Ferner vermutete insbesondere Mantell, dass auch Zähne und Knochen aus mehreren anderen Gegenden und Schichtenfolgen Englands von Megalosaurus stammten. ¶ Dies war jedoch der damals noch nicht vorhandenen Kenntnis von der Vielfalt der Theropoden, des geringen spezifisch-diagnostischen Wertes von Theropodenzähnen und der beträchtlichen numerischen Altersunterschiede zwischen den betreffenden Schichtenfolgen geschuldet.

#### 19. und 20. Jahrhundert

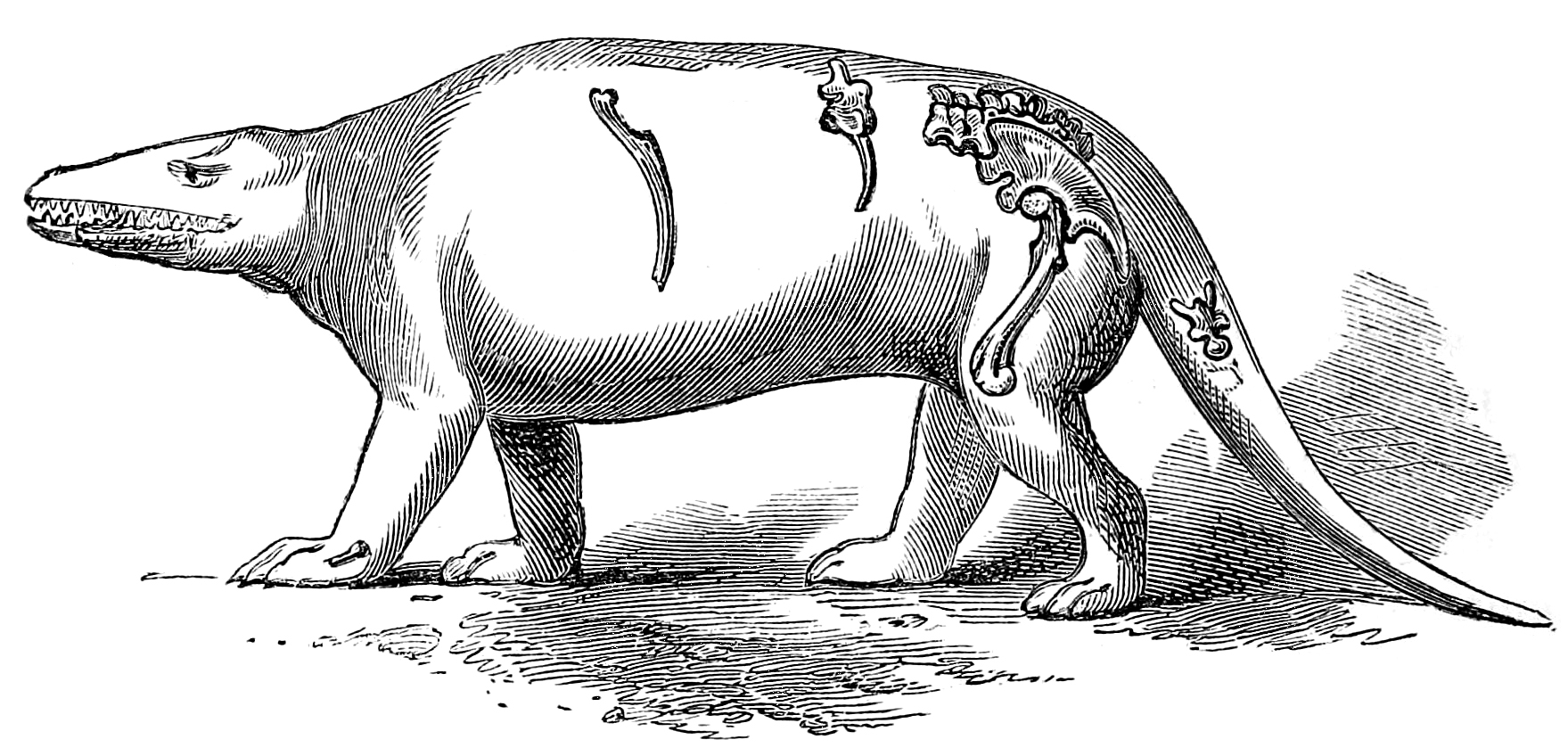
Frühe, durch Richard Owen erstellte Lebendrekonstruktion von Megalosaurus bucklandii. Es handelt sich um eine Illustration in einem Führer zur Freilichtausstellung „Dinosaur Court“, die 1854 anlässlich des Umzuges des Crystal Palace aus dem Hyde Park auf den Sydenham Hill im Londoner Süden eröffnet wurde. Diese Ausstellung umfasst lebensgroße Plastiken, die, wissenschaftlich angeleitet durch Owen, von Benjamin Waterhouse Hawkins angefertigt wurden. Sie kann noch heute auf dem Gelände des „Crystal Palace Park“ besichtigt werden. Obwohl Buckland und Mantell Megalosaurus noch mit den rezenten Echsen verglichen hatten, wirken Owens (und Hawkins’) Rekonstruktionen recht säugetierartig. Dies dürfte in der schon von Hermann von Meyer (1832) geäußerten und von Owen (1842) akzeptierten Beobachtung begründet liegen, dass die Mittelhand- und -fußknochen von Megalosaurus „beim ersten Anblick eher an ein schweres Landsäugethier, wie z. B. der Hippopotamus, als an einen Saurus“ erinnerten.

Im Jahre 1842 stellte schließlich Richard Owen die Ordnung Dinosauria auf, basierend auf den drei Gattungen Iguanodon, Hylaeosaurus und Megalosaurus. Auch wenn keines der von Owen seinerzeit als maßgeblich erachteten Merkmale (bspw. das fünfwirbelige Sacrum) heute noch einen diagnostischen Wert für die Gruppe hat, und einige bereits bekannte Taxa (z. B. Plateosaurus, Cetiosaurus, Poekilopleuron) noch nicht als zugehörig erkannt worden waren, hat sich das Konzept der Dinosauria aufgrund seiner initialen Verknüpfung mit diesen drei Gattungen bis heute halten können.
In den folgenden ca. 100 Jahren wurden zahlreiche Megalosaurus-Arten aus verschiedenen Regionen der Welt, zumeist aus Europa, beschrieben. Die Funde, auf denen diese Arten begründet wurden, stammen aus dem gesamten dinosaurierführenden Intervall von der Obertrias bis zur Oberkreide und umfassen zumeist isolierte Einzelknochen oder Zähne, die nach heutigem Kenntnisstand nicht auf Gattungsebene bestimmt und teilweise nicht mal Dinosauriern zugeordnet werden können.

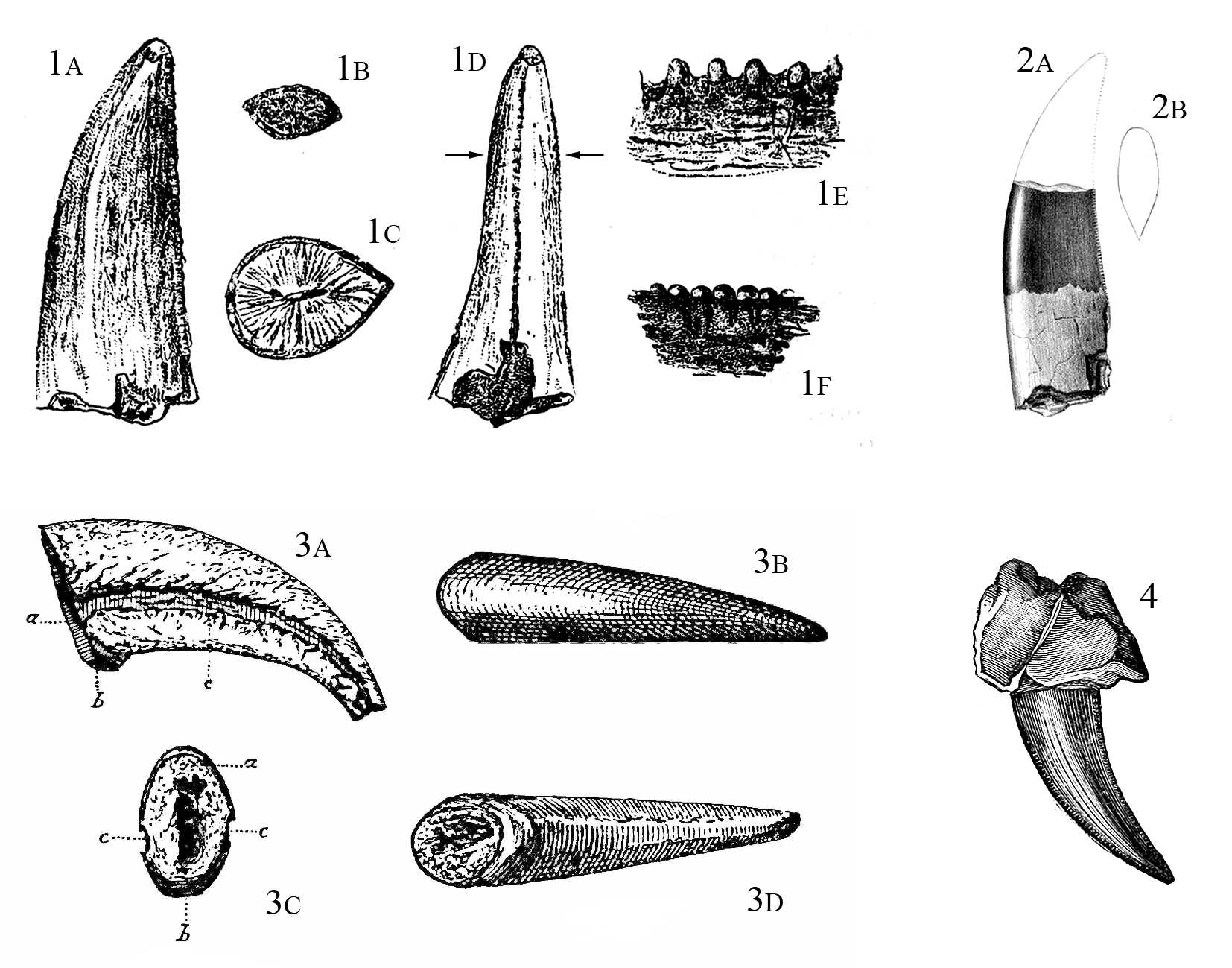
Beispiele für Holotypen einiger historischer Megalosaurus-Arten: 1A–F, M. hungaricus;
2A–B, M. insignis; 3A–D, M. lonzeensis; 4, M. lydekkeri

- So beschrieb beispielsweise Friedrich August Quenstedt 1858 aus dem württembergischen Oberkeuper („Rhät-Bonebed“[21]) die Art Megalosaurus cloacinus anhand von isolierten Zähnen.[22] Bei ihm heißt es wörtlich: „die sichelförmigen Zähne, die auf der concaven Seite schneidig und fein gekerbt, auf der convexen dagegen unten rund und glatt sind, sprechen offenbar für das Geschlecht [d. h. die Gattung Megalosaurus].“ Zwar stimmen Quenstedts „Keuper-Zähne“ in diesen Merkmalen mit den Zähnen des Holotyps von M. bucklandii überein, jedoch nicht nur mit diesen, sondern auch mit den Zähnen zahlreicher anderer heute bekannter Theropoden. Deshalb können sie heute keiner bestimmten Gattung und noch nicht einmal einer bestimmten Großgruppe innerhalb der Theropoden zugeordnet werden.[23]
- 1870 beschrieb Jean-Baptiste Greppin die Art M. meriani aus dem höheren Oberjura des Kanton Bern anhand eines Zahns und einigen wenigen beschädigten postcranialen Elementen.[24] Letztere wurden jedoch später größtenteils als Überreste von Sauropoden erkannt und unter dem Namen Ornithopsis (?) greppini[25] neu beschrieben, sodass nur der Zahn im Typusmaterial von M. meriani verblieb. Dieser gehört wahrscheinlich zu einem Ceratosaurier.[23]
- Im gleichen Jahr beschrieb Gustave Lennier M. insignis anhand eines einzelnen Zahnes ohne Spitze aus der Schichtenfolge des unteren Kimmeridgiums (Oberjura) am Cap de La Hève in Le Havre.[26] Das Stück ist heute lediglich einem nicht näher bestimmbaren Theropoden zuzuordnen.[23]
- 1881 beschrieb Harry Govier Seeley M. pannoniensis anhand zweier einzelner Zähne aus der höheren Oberkreide von Österreich (Gosau-Schichten),[27] die möglicherweise entweder von einem Dromaeosauriden oder einem Tyrannosauroiden stammen.[23]
- 1902 beschrieb Franz von Nopcsa M. hungaricus anhand eines einzelnen Zahns aus den „reptilführenden cretacischen Kohlen von Nagy-Bároth“ im damals zu Österreich-Ungarn gehörenden Siebenbürgen (heute Rumänien).[28] Der Zahn gehört möglicherweise zu einem Dromaeosauriden oder Tyrannosauroiden.[23]
- 1903 benannte Louis Dollo M. lonzeensis anhand eines bereits 20 Jahre zuvor von ihm selbst erstmals erwähnten und beschriebenen einzelnen Finger-Endgliedes aus dem Glaukonitmergel von Lonzée (Coniac–Santon) in der Provinz Namur, Belgien.[29][30] Das Stück stammt wahrscheinlich von einem Coelurosaurier.[23]
- 1921 beschrieb Werner Janensch, basierend auf einem einzelnen großen Zahn aus dem höheren Oberjura der berühmten Fossillagerstätte Tendaguru in Tansania, die Art M. ingens.[31] Dieser sowie weitere Zähne aus verschiedenen stratigraphischen Niveaus dieser Fundstätte gehören zu nicht näher bestimmbaren Vertretern der (basaleren) Tetanurae.[23]
- 1926 benennt Friedrich von Huene in einer Arbeit, in der er sich intensiver mit Megalosaurus auseinandersetzt und unter anderem eine schon relativ moderne Schädel- und Skelettrekonstruktion für M. bucklandii liefert §, die neue Art M. lydekkeri.[32] Sie fußt auf einem bereits bei Richard Lydekker (1888)[33] als „Zanclodon (?) sp.“ abgebildeten einzelnen Zahn aus der unteren Lias-Gruppe (? Sinemurium) von Lyme Regis in Dorset. Das später[21] von Huene unter Vorbehalt in „seine“ Gattung Magnosaurus (siehe unten) gestellte Stück repräsentiert wahrscheinlich einen relativ basalen Theropoden außerhalb der Tetanurae.[23]

Alle diese und noch weitere Taxonbezeichnungen gelten heute quasi als Nomina dubia. Während Quenstedts Zuordnung seines „Keuper-Zahnes“ zu Megalosaurus noch mit dem allgemein niedrigen Kenntnisstand seiner Zeit entschuldigt werden kann, entwickelte sich das Konzept der Gattung mit dem Anwachsen des Wissens um die Vielfalt der Theropoden zum Ende des 19. Jahrhunderts hin immer mehr zu einem sogenannten Mülleimer-Taxon. Dazu bemerkte Nopcsa (1915): „So […] ist heute noch für die jüngeren Theropoden der Name Megalosaurus ein Behälter, in den man alle nicht genauer bestimmbaren europäischen Theropoden-Reste des Jura und der Kreide hineinsteckt. Vorläufig haben wir kein Mittel diesen Übelstand aus der Welt zu schaffen […].“
Neben den historischen Arten, die auf undiagnostischem Material beruhen, wurden mehrere Megalosaurus-Arten auf der Grundlage von diagnostischen Fossilien beschrieben, später jedoch aufgrund deutlicher Unterschiede zum Typusmaterial von M. bucklandii in eigene, neu errichtete, und teils nur relativ entfernt mit Megalosaurus verwandte Gattungen gestellt. Zu den bekanntesten dieser Arten gehören Majungasaurus crenatissimus (Depéret, 1896) $, ein Abelisauride aus der oberen Oberkreide von Madagaskar, Carcharodontosaurus saharicus  (Depéret & Savornin, 1925) §, ein Allosauroide aus der höheren Unterkreide von Nordafrika, und  Dilophosaurus wetherilli (Welles, 1954), ein basaler Neotheropode aus dem unteren Unterjura von Arizona. Auch Huenes 1932 errichtete und mittlerweile weitgehend anerkannte Gattung Magnosaurus fußt mit M. nethercombensis (Huene, 1926) aus dem unteren Mitteljura von Dorset auf einer ursprünglich Megalosaurus zugeordneten Art.
Darüber hinaus wurden einige Namen ohne eine Abbildung der dazugehörigen Fossilien oder eine adäquate Beschreibung publiziert. Zu diesen Nomina nuda gehören die in den 1980er Jahren aus China vermeldeten Funde „Megalosaurus dapukaensis“ und „M. tibetensis“.

#### 21. Jahrhundert
Die letzte im 20. Jahrhundert formal gültig und anhand von diagnostischem Material erstbeschriebene Megalosaurus-Art war 1974 M. hesperis Waldman aus dem Inferior Oolite (Bajocium) von Dorset, das heißt aus in etwa dem gleichen stratigraphischen Intervall und so ziemlich genau der gleichen Gegend (Sherborne) wie Magnosaurus nethercombensis. Die entsprechenden Fossilexemplare waren ursprünglich der Typusart Megalosaurus bucklandii zugeordnet worden. In den 2000er Jahren wurde das Typusmaterial von M. hesperis und M. bucklandii erneut eingehend untersucht, wobei der Bearbeiter zu dem Schluss kam, dass die beiden Formen sich sogar auf Gattungsebene unterschieden. Folglich wurde 2008 für M. hesperis die neue Gattung Duriavenator aufgestellt. Die Gattung Megalosaurus ist seither monotypisch. Noch zuvor wurde im gleichen Jahr durch den gleichen Bearbeiter die Validität der Gattung Megalosaurus bestätigt, nachdem diese im Jahr 2002 angezweifelt worden war. Jedoch wurde der Gebrauch des Namens Megalosaurus vorläufig auf den Lectotyp von Megalosaurus bucklandii beschränkt. 2010 erfolgte schließlich, nach einer umfangreicheren Untersuchung des Theropodenmaterials aus der Great Oolite Group, eine weitere Revision einschließlich der Zuordnung unter anderem des gesamten historischen Typusmaterials von Megalosaurus bucklandii zu dieser Spezies und mithin zur Gattung (siehe Material und Fundstellen).

### Systematik
In den moderneren vorkladistischen Klassifikationsschemata der Dinosaurier galt Megalosaurus als Vertreter der Carnosauria im traditionellen Sinn, das heißt der großen, schwer gebauten Vertreter der Theropoden. Innerhalb der Carnosauria wurde er als eher „primitiver“ Vertreter eingestuft und bildete mit anderen solchen Vertretern (die vormals oder zwischenzeitlich auch teilweise in die Gattung Megalosaurus gestellt worden waren) die Familie Megalosauridae.
Auch im modernen, kladistisch basierten Klassifikationsschema der Saurischia, das in seinen Grundzügen auf Jacques Gauthier (1986) zurückgeht, nimmt Megalosaurus als basaler Vertreter der sehr inklusiven Klade Tetanurae eine relativ basale Stellung ein. Im Ergebnis verschiedener jüngerer kladistischer Analysen erscheint Megalosaurus entweder innerhalb einer paraphyletischen Entwicklungsreihe an der Basis der Tetanurae oder aber innerhalb einer basalen Tetanurae-Klade, den Spinosauroidea oder Megalosauroidea. Problematisch ist hierbei die relativ spärliche Fossilüberlieferung sowohl von Megalosaurus als auch von eng verwandten Taxa, die in den Kladogrammen bis heute zu einer Instabilität und/oder einer relativ schlechten Auflösung der Verwandtschaftsbeziehungen (sogenannten Polytomien) führt. Schon Gauthier (1986) sprach in diesem Zusammenhang von einem „‘megalosaur’ problem“.
Dies zeigt sich auch in den Ergebnissen zweier Analysen der Verwandtschaftsbeziehungen der Tetanurae, die 2012, nach der jüngsten Revision von Megalosaurus bucklandii veröffentlicht wurden. ¥ Zwar hat in beiden Ergebnissen Megalosaurus ein Schwestergruppenverhältnis mit Torvosaurus, doch hat diese Klade bei Carrano et al. (2012) ein Schwestergruppenverhältnis mit Duriavenator, während sie bei Rauhut et al. (2012) ein Schwestergruppenverhältnis mit einer Polytomie aus Dubreuillosaurus und Afrovenator hat. Diese gemeinsamen Kladen bilden mit den wiederum nächstverwandten Taxa die phylogenetisch neu definierten Megalosauridae.

|  | Duriavenator                                                 |
|  |                                                              |
|  | \| \| Megalosaurus \| \| \| \| \| \| Torvosaurus \| \| \| \| |
|  |                                                              |
|  | Megalosaurus                                                 |
|  |                                                              |
|  | Torvosaurus                                                  |
|  |                                                              |

|  | Megalosaurus |
|  |              |
|  | Torvosaurus  |
|  |              |

|                                                                                                 | Dubreuillosaurus |
|                                                                                                 |                  |
|                                                                                                 | Magnosaurus      |
|                                                                                                 |                  |
|                                                                                                 | Afrovenator      |
|                                                                                                 |                  |
|                                                                                                 | Leshansaurus     |
|                                                                                                 |                  |
|                                                                                                 | Poekilopleuron   |
|                                                                                                 |                  |
|                                                                                                 | Piveteausaurus   |
| Vorlage:Klade/Wartung/3 Vorlage:Klade/Wartung/4 Vorlage:Klade/Wartung/5 Vorlage:Klade/Wartung/6 |                  |

|  | Duriavenator                                                 |
|  |                                                              |
|  | \| \| Megalosaurus \| \| \| \| \| \| Torvosaurus \| \| \| \| |
|  |                                                              |
|  | Megalosaurus                                                 |
|  |                                                              |
|  | Torvosaurus                                                  |
|  |                                                              |

|  | Megalosaurus |
|  |              |
|  | Torvosaurus  |
|  |              |

|                                                                                                 | Dubreuillosaurus |
|                                                                                                 |                  |
|                                                                                                 | Magnosaurus      |
|                                                                                                 |                  |
|                                                                                                 | Afrovenator      |
|                                                                                                 |                  |
|                                                                                                 | Leshansaurus     |
|                                                                                                 |                  |
|                                                                                                 | Poekilopleuron   |
|                                                                                                 |                  |
|                                                                                                 | Piveteausaurus   |
| Vorlage:Klade/Wartung/3 Vorlage:Klade/Wartung/4 Vorlage:Klade/Wartung/5 Vorlage:Klade/Wartung/6 |                  |

|  | Duriavenator                                                 |
|  |                                                              |
|  | \| \| Megalosaurus \| \| \| \| \| \| Torvosaurus \| \| \| \| |
|  |                                                              |
|  | Megalosaurus                                                 |
|  |                                                              |
|  | Torvosaurus                                                  |
|  |                                                              |

|  | Megalosaurus |
|  |              |
|  | Torvosaurus  |
|  |              |

|                                                                                                 | Dubreuillosaurus |
|                                                                                                 |                  |
|                                                                                                 | Magnosaurus      |
|                                                                                                 |                  |
|                                                                                                 | Afrovenator      |
|                                                                                                 |                  |
|                                                                                                 | Leshansaurus     |
|                                                                                                 |                  |
|                                                                                                 | Poekilopleuron   |
|                                                                                                 |                  |
|                                                                                                 | Piveteausaurus   |
| Vorlage:Klade/Wartung/3 Vorlage:Klade/Wartung/4 Vorlage:Klade/Wartung/5 Vorlage:Klade/Wartung/6 |                  |

|  | Duriavenator                                                 |
|  |                                                              |
|  | \| \| Megalosaurus \| \| \| \| \| \| Torvosaurus \| \| \| \| |
|  |                                                              |
|  | Megalosaurus                                                 |
|  |                                                              |
|  | Torvosaurus                                                  |
|  |                                                              |

|  | Megalosaurus |
|  |              |
|  | Torvosaurus  |
|  |              |

|                                                                                                 | Dubreuillosaurus |
|                                                                                                 |                  |
|                                                                                                 | Magnosaurus      |
|                                                                                                 |                  |
|                                                                                                 | Afrovenator      |
|                                                                                                 |                  |
|                                                                                                 | Leshansaurus     |
|                                                                                                 |                  |
|                                                                                                 | Poekilopleuron   |
|                                                                                                 |                  |
|                                                                                                 | Piveteausaurus   |
| Vorlage:Klade/Wartung/3 Vorlage:Klade/Wartung/4 Vorlage:Klade/Wartung/5 Vorlage:Klade/Wartung/6 |                  |

|                         | Afrovenator                                                  |
|                         |                                                              |
|                         | Dubreuillosaurus                                             |
|                         |                                                              |
|                         | \| \| Megalosaurus \| \| \| \| \| \| Torvosaurus \| \| \| \| |
| Vorlage:Klade/Wartung/3 |                                                              |
|                         | Megalosaurus                                                 |
|                         |                                                              |
|                         | Torvosaurus                                                  |
|                         |                                                              |

|  | Megalosaurus |
|  |              |
|  | Torvosaurus  |
|  |              |

|                         | Afrovenator                                                  |
|                         |                                                              |
|                         | Dubreuillosaurus                                             |
|                         |                                                              |
|                         | \| \| Megalosaurus \| \| \| \| \| \| Torvosaurus \| \| \| \| |
| Vorlage:Klade/Wartung/3 |                                                              |
|                         | Megalosaurus                                                 |
|                         |                                                              |
|                         | Torvosaurus                                                  |
|                         |                                                              |

|  | Megalosaurus |
|  |              |
|  | Torvosaurus  |
|  |              |

|                         | Afrovenator                                                  |
|                         |                                                              |
|                         | Dubreuillosaurus                                             |
|                         |                                                              |
|                         | \| \| Megalosaurus \| \| \| \| \| \| Torvosaurus \| \| \| \| |
| Vorlage:Klade/Wartung/3 |                                                              |
|                         | Megalosaurus                                                 |
|                         |                                                              |
|                         | Torvosaurus                                                  |
|                         |                                                              |

|  | Megalosaurus |
|  |              |
|  | Torvosaurus  |
|  |              |

|                         | Afrovenator                                                  |
|                         |                                                              |
|                         | Dubreuillosaurus                                             |
|                         |                                                              |
|                         | \| \| Megalosaurus \| \| \| \| \| \| Torvosaurus \| \| \| \| |
| Vorlage:Klade/Wartung/3 |                                                              |
|                         | Megalosaurus                                                 |
|                         |                                                              |
|                         | Torvosaurus                                                  |
|                         |                                                              |

|  | Megalosaurus |
|  |              |
|  | Torvosaurus  |
|  |              |

|                         | Afrovenator                                                  |
|                         |                                                              |
|                         | Dubreuillosaurus                                             |
|                         |                                                              |
|                         | \| \| Megalosaurus \| \| \| \| \| \| Torvosaurus \| \| \| \| |
| Vorlage:Klade/Wartung/3 |                                                              |
|                         | Megalosaurus                                                 |
|                         |                                                              |
|                         | Torvosaurus                                                  |
|                         |                                                              |

|  | Megalosaurus |
|  |              |
|  | Torvosaurus  |
|  |              |

|                         | Afrovenator                                                  |
|                         |                                                              |
|                         | Dubreuillosaurus                                             |
|                         |                                                              |
|                         | \| \| Megalosaurus \| \| \| \| \| \| Torvosaurus \| \| \| \| |
| Vorlage:Klade/Wartung/3 |                                                              |
|                         | Megalosaurus                                                 |
|                         |                                                              |
|                         | Torvosaurus                                                  |
|                         |                                                              |

|  | Megalosaurus |
|  |              |
|  | Torvosaurus  |
|  |              |

|                         | Afrovenator                                                  |
|                         |                                                              |
|                         | Dubreuillosaurus                                             |
|                         |                                                              |
|                         | \| \| Megalosaurus \| \| \| \| \| \| Torvosaurus \| \| \| \| |
| Vorlage:Klade/Wartung/3 |                                                              |
|                         | Megalosaurus                                                 |
|                         |                                                              |
|                         | Torvosaurus                                                  |
|                         |                                                              |

|  | Megalosaurus |
|  |              |
|  | Torvosaurus  |
|  |              |

|                         | Afrovenator                                                  |
|                         |                                                              |
|                         | Dubreuillosaurus                                             |
|                         |                                                              |
|                         | \| \| Megalosaurus \| \| \| \| \| \| Torvosaurus \| \| \| \| |
| Vorlage:Klade/Wartung/3 |                                                              |
|                         | Megalosaurus                                                 |
|                         |                                                              |
|                         | Torvosaurus                                                  |
|                         |                                                              |

|  | Megalosaurus |
|  |              |
|  | Torvosaurus  |
|  |              |